# Ekorrbärssläktet
Ekorrbärssläktet (Maianthemum) är ett växtsläkte i familjen stickmyrtenväxter med cirka 30 arter från tempererade delar av norra halvklotet. I Sverige förekommer en art naturligt, ekorrbär (M. bifolium). Några andra arter odlas som trädgårdsväxter i Sverige. Arterna är giftiga.

### Webbkällor
- Flora of North America - Maianthemum